# Aleksa Palladino
Aleksa Palladino  (n. 21 septembrie 1980, New York City) este o actriță americană.

## Date biografice
Palladino a copilărit în New York City, ea a debutat în anul 1996 în filmul Manny & Lo unde a jucat unul rolurie principale alături de Scarlett Johansson. În anul 1998 poate fi văzută în filmul Wrestling with Alligators unde a jucat de asemenea unul dintre rolurile principale.

## Filmografie
- 1996 Manny & Lo, regia Lisa Krueger : Lo
- 1997 Number One Fan, regia Amy Talkington : Sadie
- 1998 Wrestling with Alligators, regia Laurie Weltz : Maddy Hawkins
- 1998 A Cool, Dry Place, regia John N. Smith : Bonnie
- 1998 Celebrity, regia Woody Allen : Production Assistant
- 1998 The Adventures of Sebastian Cole : Mary
- 1998 Second Skin : Gwen
- 1999 Cherry, regia Jon Glascoe și Joseph Pierson : Darcy
- 2000 Red Dirt, regia Tag Purvis : Emily Whaley
- 2001 Ball in the House, regia Tanya Wexler : Lizzie
- 2001 Lonesome, regia Elke Rosthal : Lily Randolph
- 2001 Storytelling, regia Todd Solondz : Catherine ('Fiction')
- 2003 Surâsul Mona Lisei (Mona Lisa Smile), regia Mike Newell : Frances, fata din clasa italiană
- 2005 Avertizarea (The Ring 2), regia Hideo Nakata : asistenta tânără
- 2006 Spectropia : Spectropia
- 2006 Find Me Guilty, regia Sidney Lumet : Marina DiNorscio
- 2007 Before the Devil Knows You’re Dead : Chris Lasorda
- 2007 Drum interzis 2: Fundătura (Wrong Turn 2: Dead End), regia Joe Lynch : Mara
- 2007 Portretul lui Dorian Gray (The Picture of Dorian Gray), regia Duncan Roy : Sibyl Vane
- 2009 Acts of Mercy, regia Laura C. Lopez : Maggie Collins